# Fosele cerebeloase
Fosele cerebeloase (Fossa cerebellaris) sunt  două depresiuni mari concave, ce se află pe fața endocraniană a solzului osului occipital, între gaura occipitală (Foramen magnum) și șanțul sinusului transvers (Sulcus sinus transversi), fiind separate între ele de creasta occipitală internă (Crista occipitalis interna); în ele se află emisferele cerebeloase (Hemispherium cerebelli).